# Lucius Tiberius Claudius Aurelius Quintianus
Lucius Tiberius Claudius Aurelius Quintianus (Pompeianus?) was een 3e-eeuws Romeins senator en politicus.

## Biografie
Quintianus was afkomstig van Antiochië en stamde via zijn moeder af van drie Romeinse keizers. Zijn vader was Lucius Aurelius Commodus Pompeianus, consul in 209. Quintinanus zelf werd praetor (233 n.Chr.) en consul (235 n.Chr.). Hij was tevens senator en later gouverneur van Sicilië rond het jaar 250. Dit is mogelijk de Quintianus die vermeld wordt in de legende van de heilige Agatha van Catania. Hij zou verliefd geworden zijn op Agatha, die hem afwees, waarop hij haar liet martelen tot de dood erop volgde. 